# Liste der Naturdenkmale in Münster-Nord
Die Liste der Naturdenkmale in Münster-Nord enthält die im Stadtbezirk Nord der kreisfreien Stadt Münster in Nordrhein-Westfalen gelegenen Naturdenkmale.

## Liste der Naturdenkmale

### Tabellenlegende
U = Stammumfang in 1,5 m Höhe;
H = Höhe;
K = Kronendurchmesser;
L = Länge;
B = Breite

### Tabelle
| Nr.      | Bezeichnung                                       | Kurzbeschreibung | Stadtteil                      | Lage | Bild | Anmerkungen |
| -------- | ------------------------------------------------- | --- | ------------------------------ | --- | ---- | --- |
| 200      | 1 Allee: 27 Stieleichen                           | U = 0,98–3,11 m; H = 19,5 m (durchschnittl.); K = 12,5–20,0 m                                                                  | Kinderhaus-Ost/Kinderhaus-West | Gasselstiege, ca. 140 m westlich Gasselstiege 235 bis ca. 130 m westlich Gasselstiege 334. Die gesamte Allee besteht aus 103 Stieleichen. ⊙        |      | |
| 201      | 1 Wallhecke                                       | (durchgewachsen) | Kinderhaus-Ost                 | Salzmannstr., an der Ostseite des Katharinen-Klosters. ⊙                                                                                           |      | |
| 202      | 1 Stieleiche                                      | U = 3,65 m; H = 22,0 m; K = 23,0 m                                                                                             | Kinderhaus-Ost                 | Salzmannstr. 143, vor der Südseite des Whs. ⊙ |      | |
| 203      | 1 Stieleiche                                      | U = 3,25 m; H = 20,5 m; K = 20,0 m                                                                                             | Kinderhaus-Ost                 | Grevener Str. 394, im Garten. ⊙ |      | |
| 205      | 4 Linden                                          | U = 2,71–3,58 m; H = 20,5 m; K = 22,5 m                                                                                        | Kinderhaus-Ost                 | Borkumweg, 40 m nördlich der Kreuzung Bröderichweg. ⊙                                                                                              |      | |
| 207      | 1 Rotbuche                                        | U = 3,60 m; H = 23,0 m; K = 21,0 m                                                                                             | Kinderhaus-Ost                 | Kanalstr. 381, westlich des Hauses im Garten. ⊙ |      | |
| 208      | 1 Baumbestand                                     | (naturnah) | Kinderhaus-Ost                 | Kanalstr. 381, nordwestlich des Hauses in der Weide. ⊙                                                                                             |      | |
| 209      | 2 Stieleichen                                     | U = 2,38/2,52 m; H = 23,0 m; K = 21,5 m (gemeinsam)                                                                            | Kinderhaus-Ost                 | vor Kanalstr. 389, im Bürgersteig. ⊙ |      | |
| 210      | 1 Baumbestand                                     | (naturnah) | Kinderhaus-Ost                 | nördlich der Sportanlage. ⊙ |      | |
| 211      | 1 Linde                                           | U = 3,97 m; H = 22,5 m; K = 16,5 m                                                                                             | Kinderhaus-Ost                 | Kristiansandstr., ca. 40 m westlich der Kreuzung Grevener Str. ⊙                                                                                   |      | |
| 212      | 4 Stieleichen                                     | U = 2,14–2,50 m; H = 20,0 m; K = 13,5–19,0 m                                                                                   | Kinderhaus-Ost                 | Ecke Rektoratsweg/Kristiansandstr. ⊙ |      | |
| 213      | 1 Allee/Baumreihe, darin: 67 Stieleichen          | U = 1,61–2,23 m; H = 21,0–24,5 m; K = 11,5–18,5 m                                                                              | Kinderhaus-West                | Nordmark zwischen Heidegrund und Schulzentrum. Der Gesamtbestand umfasst 124 Einzelbäume. ⊙                                                        |      | |
| 214      | 1 Stieleiche                                      | U = 3,55 m; H = 19,5 m; K = 19,5 m                                                                                             | Sprakel                        | Schlusenweg, an der Südseite des Whs. Piepenhorst. ⊙                                                                                               |      | |
| 2-2.3.1  | 1 Stieleiche                                      | U = 4,33 m; H = 19,00 m; K = 23,50 m                                                                                           | St. Mauritz                    | am Kotten Sprakelweg 47. ⊙ |      | |
| 2-2.3.2  | 2 Stieleichen                                     | U = 3,00/3,05 m; H = 22,50 m; K = 18,50 m                                                                                      | St. Mauritz                    | auf dem Gehöft Sprakelweg 33 an der Südostseite des Wohnhauses. ⊙                                                                                  |      | |
| 2-2.3.3  | 1 Stieleiche                                      | U = 3,50 m; H = 20,00 m; K = 25,00 m                                                                                           | St. Mauritz                    | südlich der Zufahrt zum Gehöft Sprakelweg 23 gegenüber dem Wohngebäude. ⊙                                                                          |      | |
| 2-2.3.4  | 1 Linde                                           | U = 3,20 m; H = 20,00 m; K = 22,50 m                                                                                           | St. Mauritz                    | an der Straße Am Max-Klemens-Kanal ca. 600 m nördlich der Brücke über die A 1. ⊙                                                                   |      | |
| 2-2.3.5  | 1 Blutbuche                                       | U = 3,08 m; H = 24,00 m; K = 17,50 m                                                                                           | St. Mauritz                    | im Garten des Hauses Am Hangkamp 133. ⊙ |      | |
| 2-2.3.6  | 1 Stieleiche                                      | U = 3,14 m; H = 22,00 m; K = 18,50 m                                                                                           | St. Mauritz                    | im Bereich der Rieselfelder, ca. 350 m nördlich der Kreuzung Wöstebach/Messingweg und ca. 100 m westlich der Straße Wöstebach am Aa-Ableiter. ⊙    |      | |
| 2-2.3.7  | 2 Stieleichen                                     | U = 3,15/3,22 m; H = 27,00 m; K = 21,50 m (gemeinsam)                                                                          | St. Mauritz                    | in Gittrup auf dem Gehöft Gelmer 2 im Hof zwischen zwei Wirtschaftsgebäuden. ⊙                                                                     |      | |
| 2-2.3.8  | 1 Stieleiche                                      | U = 4,00 m; H = 19,50 m; K = 21,00 m                                                                                           | St. Mauritz                    | auf dem Gehöft Im Aatal 120 östlich des Wohnhauses. ⊙                                                                                              |      | |
| 2-2.3.11 | 1 Stieleiche                                      | U = 3,75 m; H = 23,00 m; K = 21,00 m                                                                                           | St. Mauritz                    | an der Nordseite des Gehöftes Sandruper Straße 26. ⊙                                                                                               |      | |
| 2-2.3.12 | 2 Stieleichen                                     | U = 2,91/2,90 m; H = 18,00/17,00 m; K = 21,00 m                                                                                | St. Mauritz                    | ca. 300 m nördlich des Ahlertweges auf dem Ostufer der Aa an einer Geländekante. ⊙                                                                 |      | |
| 2-2.3.13 | 1 Rosskastanie                                    | U = 3,02 m; H = 23,00 m; K = 13,50 m                                                                                           | St. Mauritz                    | an der Straße Coermühle nordöstlich der Aa-Brücke innerhalb der Weide. ⊙                                                                           |      | |
| 2-2.3.15 | 1 Allee/Baumreihe, darin: 54 Stieleichen, 1 Esche | Stieleichen: U = 0,75–2,37 m; H = 16,00–21,00 m; K = 10,00–16,00 m. Schwarzpappel: U = 4,50 m; H = 25,00 m; K = 20,00 m        | Kinderhaus/Brüningheide        | Die aus einer Wallhecke durchgewachsene Allee säumt die Nordmark im Bereich zwischen Heidegrund und Schulzentrum. ⊙                                |      | Der Gesamtbestand der geschützten Bäume umfasst 124 Einzelbäume. Die Allee markiert den Übergang zwischen dem nördlichen Rand des Stadtteils Kinderhaus/Brüningheide (Bebauungsplan Nr. 106) und der freien Landschaft. |
| 2-2.3.16 | 1 Stieleiche mit Findling                         | U = 4,86 m; H = 25,00 m; K = 28,00 m. Findling: U = 1,20 m; B = 0,77 m; H = 0,45 m                                             | St. Mauritz                    | an der Südseite der Einfahrt zum Provinzial-Gut am Max-Clemens-Kanal; der Findling liegt am Fuß der Eiche.                                         |      | |
| 2-2.3.17 | 1 Stieleiche mit Teich                            | U = 4,80 m; H = 14,00 m; K = 26,50 m. Teich; L = 20,50 m; B = 15,00 m                                                          | Münster                        | der Teich liegt westlich des Gebäudekomplexes Vorbergweg 41, die Eiche steht am Nordrand des Teiches. ⊙                                            |      | |
| 2-2.3.18 | 1 Stieleiche                                      | U = 3,34 m; H = 21,00 m; K = 22,00 m                                                                                           | Münster                        | westlich des Wirtschaftsgebäudes Holtmannsweg 1. ⊙                                                                                                 |      | |
| 2-2.3.19 | 1 Rotbuche                                        | U = 3,25 m; H = 26,00 m; K = 21,00 m                                                                                           | Münster                        | westlich der Sportanlage im Coerder Wald, ca. 50 m westlich der Abzweigung des Rundweges. ⊙                                                        |      | |
| 2-2.3.20 | 1 Baumreihe (11 Stieleichen)                      | U = 1,72–3,11 m; H = 24,00–26,50 m; K = 17,50–23,50 m                                                                          | Münster                        | Die Eichenreihe säumt den Rundweg westlich der Sportanlage im Coerder Wald ca. 80 m westlich des Sportheimes bis zur Wegeabzweigung nach Westen. ⊙ |      | |
| 2-2.3.21 | 2 Platanen, 1 Blutbuche                           | U = 4,06/3,00/4,25 m; H = 31,00/30,00/25,00 m; K = 26,50/17,00/28,50 m                                                         | Münster                        | im Park des Gehöftes Gasselstiege 363 südlich des Wohnhauses. ⊙                                                                                    |      | |
| 2-2.3.22 | 1 Stieleiche                                      | U = 3,82 m; H = 22,50 m; K = 22,70 m                                                                                           | Münster-Uppenberg              | auf dem Gehöft Gasselstiege 242. ⊙ |      | |
| 2-2.3.23 | 1 Allee, darin: 79 Stieleichen                    | U = 0,86–2,93 m; H = 18,50 m (durchschnittlich); K = 12,50 m (durchschnittlich)                                                | Münster                        | entlang der Gasselstiege, beginnend ca. 140 m westlich Gasselstiege 235 bis ca. 130 m westlich Gasselstiege 334. ⊙                                 |      | Die gesamte Allee besteht aus 103 Stieleichen und markiert den Übergang zwischen dem südlichen Rand des Stadtteils Kinderhaus (Bebauungsplan Nr. 106) und der freien Landschaft.                                        |
| 2-2.3.24 | 1 Stieleiche                                      | U = 3,26 m; H = 21,50 m; K =15,50 m                                                                                            | Münster                        | am Hofkreuz des Gehöftes Gasselstiege 235. ⊙ |      | 2020 nicht mehr als ND markiert |
| 2-2.3.25 | 1 Rotbuche (1), 6 Stieleichen (2–7)               | U 1 = 3,22 m; U 2–7 = 3,09–4,74 m; H 1 = 27,00 m; K 1 = 15,50 m; K 2–7 = 13,00–20,00 m                                         | Münster-Uppenberg              | an der Ostseite der Tennisanlage im Wald gegenüber der Gaststätte Wienburg. ⊙                                                                      |      | |
| 2-2.3.26 | 1 Linde, 2 Rosskastanien, 1 Stieleiche            | Linde: U 1 = 4,72 m; H = 24,00 m; K = 20,00 m. Rosskastanien/Stieleiche: U = 2,32–3,30 m; H = 20,00 m; K = 28,50 m (gemeinsam) | Münster-Rumphorst              | an der Westseite des Gehöftes Kanalstraße 258. ⊙                                                                                                   |      | |
| 2-2.3.27 | 2 Stieleichen                                     | U = 2,90/2,25 m; H = 18,00 m; K = 21,00 m (gemeinsam)                                                                          | Münster-Nord                   | Die Eichen flankieren die Zufahrt zum Gehöft Edelbach 81. ⊙                                                                                        |      | |
| 2-2.3.28 | 1 Stieleiche                                      | U = 3,67 m; H = 21,50 m; K = 23,50 m                                                                                           | Münster-Nord                   | an der nordwestlichen Hofseite vor dem Nordgiebel des Wirtschaftsgebäudes Edelbach 91. ⊙                                                           |      | |
| 2-2.3.29 | 6 Stieleichen                                     | U = 1,10–2,62 m; H = 22,50 m; K = 22,00 × 30,50 m (gemeinsam)                                                                  | Münster                        | Die Eichen stehen am Kreuz Ecke Edelbach/Samlandufer. ⊙                                                                                            |      | |
| 2-2.3.30 | 25 Kopfweiden                                     | U = 1,35–2,86 m; H (Kopf) = 1,50–2,50 m                                                                                        | Münster-Uppenberg              | westlich des Gehöftes Gasselstiege 115 auf beiden Seiten der Zufahrt. ⊙                                                                            |      | |
| 2-2.3.31 | 8 Stieleichen                                     | U = 1,93 – 3,24 m; H = 20,00 – 22,00 m; K = 11,00 – 22,00 m                                                                    | Münster                        | Eichenreihe flankiert die Straße Hoppengarten auf der östlichen Seite ca. 90 m südlich Hoppengarten 69. ⊙                                          |      | |